# 2145 Blaauw
A 2145 Blaauw (ideiglenes jelöléssel 1976 UF) egy kisbolygó a Naprendszerben. Richard Martin West fedezte fel 1976. október 24-én.